# Aeroportul Jalaluddin
Aeroportul Jalaluddin (IATA: GTO, ICAO: WAMG) este un aeroport din Gorontalo⁠(d), Indonezia ce deservește zona Gorontalo. Aeroportul a fost tranzitat în 2018 de 686.339 de pasageri.
Situat la o altitudine de 32 m, aeroportul dispune de o singură pistă. Este operat de Ministry of Transportation⁠(d).